# Google Mashup Editor
Google Mashup Editor là một dịch vụ tạo các mashup một cách nhanh chóng do Google phát triển. Lúc đầu do dịch vụ trong giai đoạn kiểm thử nên hạn chế truy cập, chỉ một số giới hạn nhà phát triển mới được vào. Tuy nhiên vào ngày 15 tháng 1 năm 2009, Google đã ra thông báo chính thức đóng cửa Google Mashup Editor trong 6 tháng tới, đồng thời hướng người đã sử dụng công cụ này chuyển sang dùng Google App Engine.